# Simfonia nr. 5 (Beethoven)

Motivul inițial al simfoniei nr. 5

Simfonia a V-a în Do minor opus 67 este una dintre cele mai cunoscute simfonii ale celebrului compozitor german Ludwig van Beethoven. Se folosește deseori drept exemplu de muzică clasică. A fost supranumită în trecut și „Simfonia destinului”. A fost compusă de Beethoven într-o fază grea a vieții sale. Se spunea că Beethoven a comentat primele ei 4 tonuri, ajunse renumite, în felul următor: „Așa bate destinul la poartă!”, dar s-a putut dovedi că acest comentariu nu a fost al său, ci a provenit de la biograful său, A. Schindler.
Premiera simfoniei a avut loc la 22 decembrie 1808, când a fost cântată împreună cu simfonia a VI-a (așa-numita Pastorala), cu Concertul Nr. 4 pentru pian precum și cu părți din Misa în Do major.